# Schumring

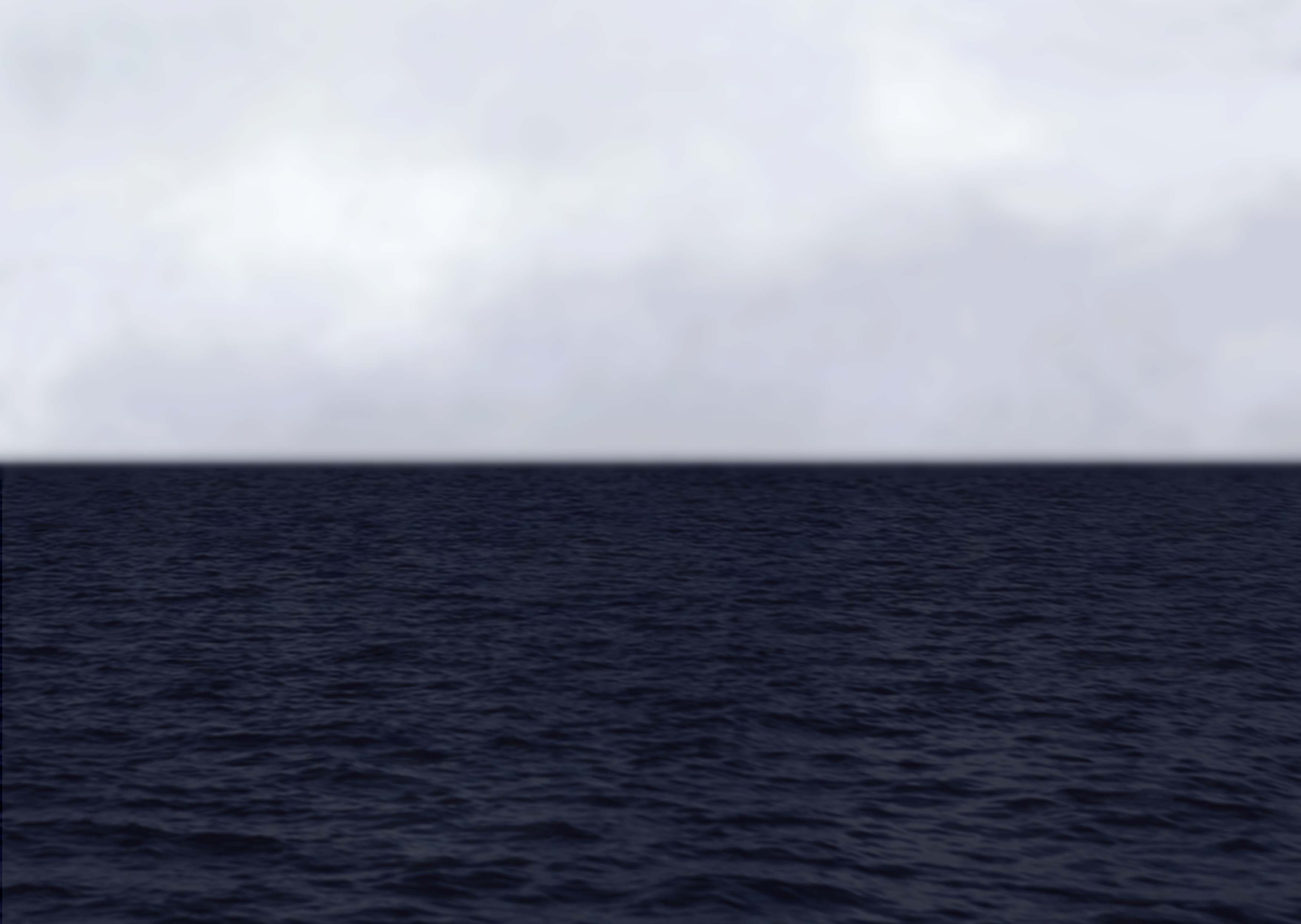
Ralf Arzt, målning med shumring teknik

Schumring är inom måleriet en teknik där korta, hastiga penseldrag med liten mängd färg läggs över en grund med upphöjningar för att uppnå skimrande ljuseffekter.